# دوري اسطنبول لكرة القدم 1939–40
دوري اسطنبول لكرة القدم 1939–40 (بالتركية: 1939-40 İstanbul Futbol Ligi)‏ هو موسم من دوري اسطنبول لكرة القدم ‏. كان عدد الأندية المشاركة فيه 10، وفاز فيه نادي بشكتاش.